# Sankovič
Sankovič je priimek več znanih Slovencev:
- Goran Sankovič (1979—2022), nogometaš